# Провинција (албум)
Провинција је десети студијски албум југословенског и хрватског кантауторa Арсена Дедића. Албум је објављен 1984. године за издавачку кућу Југотон, а доступан је био на касети и грамофонској плочи. Реиздање на компакт-диску изашло је 2004. године за Croatia Records.

## Списак песама
Аутор свих песама је Арсен Дедић. Аранжмане је потписао Јоже Прившек.
| №               | Назив                        | Трајање |  |
| 1.              | Све те водило к мени         | 2:44    |  |
| 2.              | Дјевојка из мога краја       | 3:20    |  |
| 3.              | Како си                      | 3:53    |  |
| 4.              | Уна                          | 3:25    |  |
| 5.              | Загреб и ја се волимо тајно  | 3:42    |  |
| 6.              | Збогом                       | 2:35    |  |
| 7.              | Гитара                       | 3:16    |  |
| 8.              | Морнарски капут              | 3:10    |  |
| 9.              | Не враћај се старим љубавима | 3:52    |  |
| 10.             | Разговор са конобаром        | 3:16    |  |
| Укупно трајање: | Укупно трајање:              | 33:13   |  |

## Пратећи музичари
- Студијски оркестар Југотона — оркестар
- Јожо Прившек — пратећи вокали
- Мета Мочник — пратећи вокали
- Ото Пестнер — пратећи вокали

## Остале дужности
- Арсен Дедић — продуцент
- Јожо Прившек — продуцент, диригент
- Ацо Разборник, Јуриј Тони — тонски сниматељи
- Мирко Илић — дизајн омота
- Предраг Нешковић — слике на спољашњости омота
- Момо Капор — слике на унутрашњости омота